# Томиндан
Томиндан је хришћански празник који се слави 6. октобра по јулијанском календару, односно 19. октобра по грегоријанском календару. 
Посвећен је Светом апостолу Томи.